# Franc Tausch
Franc Tausch (* 25. Oktober 1968 in Hamburg; † 12. August 2012 in Los Angeles, Kalifornien), bürgerlich Frank-Dieter Tausch, war ein deutscher Moderator, Schauspieler, Synchronsprecher, Journalist, Filmkritiker und Webkünstler.

## Leben und Karriere
Franc Tausch begann zugleich sowohl als Theaterschauspieler wie auch als Radiomoderator bei Radio Hamburg. Im Laufe der Jahre arbeitete er als Moderator und Schauspieler bei den deutschen Sendern RTL oder ZDF. Er wirkte unter anderem bei der ZDF-Produktion Freunde fürs Leben mit, moderierte die Kino-Sendung und interviewte Hollywoodstars beim Fernsehsender Premiere. Tausch war auch als Synchronsprecher tätig und übernahm unter anderem Rollen in Hörspielen, Fernseh- und Radiowerbungen. 1987 sprach er in vier Folgen der Hörspielreihe TKKG.
Bis zur Formatumgestaltung 2010 moderierte Tausch beim US-amerikanischen Sender KLSX 97.1 in Los Angeles. Seit Januar 2010 widmete er sich hauptsächlich seiner Tätigkeit als Filmkritiker auf seinem YouTube-Kanal FilmKritikTV, in dem er aktuelle Filme vorstellte und rezensierte. Der Kanal erreichte mehr als 190.000 Abonnenten und viele seiner Videos wurden bis zu 200.000 Mal aufgerufen. Insgesamt überschritt der Kanal 100 Millionen Videoaufrufe.
Im Mai 2012 war Tausch kurzzeitig inaktiv und entschuldigte sich, indem er meinte, es habe ihn „umgehauen“. Am 31. Juli 2012 schrieb er auf seine Facebook-Seite:

„Tut mir leid, dass einige Tage keine neuen Videos gekommen sind. Wie Ihr sicher bemerkt habt, ist es seit der Rueckkehr aus meiner ‚Zwangspause‘ immer noch sehr anstrengend fuer mich, zu sprechen. Momentan besonders! Ich hatte Euch zu dem Zeitpunkt ja bereits gesagt, dass das so kommen koennte… Bin bemueht eine kreative Loesung zu finden. Andernfalls steht vielleicht nochmals eine kurze Video-Pause an.“

Seit Anfang August 2012 war Tausch plötzlich komplett inaktiv. Am 25. Oktober 2012 wurde anlässlich seines Geburtstages von seiner Familie auf seiner Facebook-Seite bestätigt, dass er am 12. August 2012 verstorben ist.

## Filmographie
- 1990: Der Landarzt (Fernsehserie, eine Folge)
- 1997–2001: Freunde fürs Leben (Fernsehserie, 13 Folgen)